# Samtgemeinde Artland
Artland er en samtgemeinde og en selvstændig kommune beliggende i den
nordlige del af Landkreis Osnabrück, i den tyske delstat Niedersachsen. Samtgemeindens administration ligger i byen Quakenbrück, og de øvrige kommuner i forbundet er Badbergen, Menslage, Nortrup.

## Geografi
Samtgemeinden grænser mod syd til Samtgemeinde Fürstenau og Samtgemeinde Bersenbrück i Landkreis Osnabrück, mod vest til Landkreis Emsland, mod nord til Landkreis Cloppenburg og mod øst til Landkreis Vechta. Den ligger i et fladt gestlandskab med en gennemsnitlig højde på 25 moh. Den har en udstrækning på 15 kilometer i nord-sydlig retning, 25 kilometer i øst-vestlig retning, og et samlet areal på 189 km².
Samtgemeinden ligger i et marskområde på den Nordtyske Slette, og gennemløbes af floden Hase, der i Quakenbrück danner et indlandsdelta.